# Галдама
Галдама́ (калм. Һалдма; монг. Галдмаа; хак. Халдама; устар. Колдама; 1635 — 1668/1669) — хошутский нойон, выдающийся ойратский (джунгарский) военачальник, герой калмыцкого и хакасского фольклора. Несмотря на свой молодой возраст, был очень любим и уважаем в народе за свою беззаветную смелость, честность, справедливость, великодушие. Неоднократно мирил враждовавших ойратских ханов, предотвращая тем самым кровавую междоусобную войну в Джунгарском ханстве.

## Биография
Галдама родился в семье Очирту-Цецен-хана от его брака с дочерью Эрдэни-Батура. Как и его отец, являлся сторонником Эрдэни-Батура, участвовал в ойрато-казахской войне; в 1652 году, в 17-летнем возрасте, в поединке собственноручно убил прославленного 42-летнего казахского Жангир-хана (Янгир-хана), который беспокоил пограничные ойратские кочевья. Был отправлен отцом для охраны юго-западных границ; неоднократно совершал походы в Восточный Туркестан; успешно воевал с бурутами (киргизами), бухарцами, казахами, в Аксу одержал победу над Нураддин-ханом, победил кашгарцев, взял крепость Карадун (в ходе штурма погиб его соратник, сын Аблая), участвовал в сражении с объединёнными войсками Кашгара и Яркенда на реке Илдыран.
В 1657 году вместе с двоюродным братом Цаганом, сыном Аблая, предотвратил военный конфликт враждующих группировок в Джунгарском ханстве между Сенге и его братьями.
В 1658 году, во время празднования Цаган-Сара, бухарский хан Абаду-Шукур с 38-тысячным войском внезапно напал на пограничные ойратские кочевья на реке Талас. 23-летний Галдама, находившийся в это время на защите границы Джунгарского ханства, успел собрать трёхтысячный отряд и, напав на бухарское войско в урочище Хулан-Джилин, привёл его в смятение и преследовал бухарцев до устья реки Кеке, где и убил самого хана Абаду-Шукура, взяв при этом в плен отставшего от основных сил бухарского военачальника Шах-Хозе с тремястами всадниками.
В 1661 году произошло военное столкновение Очирту-Цецен-хана с тайши (или тайджи) Аблаем, потерпевшим полное поражение. На военном совете джунгарские князья не только не хотели возвращать власть Аблаю над его кочевьями, но и хотели казнить его или же изгнать из ойратских земель. Галдама же высказался на этом совете в пользу Аблая, и в 1662 году ему были возвращены его владения.
По преданию, Галдама был отравлен в 1668 или 1669 году любовником собственной мачехи, дочери торгутского тайши Хо-Урлюка Уде-Агас, гелонгом Гак-эмчи из-за того, что он стал случайным свидетелем их тайной встречи. Сестра или дочь Галдамы Ану была замужем за джунгарскими правителями Сенге и Галданом-Бошогту.